# Aeropuerto de Sayak
El Aeropuerto de Sayak (en tagalo: Paliparan ng Sayak, en cebuano: Tugpahanan sa Sayak)  (IATA: IAO, ICAO: RPNS) también conocido como aeropuerto de Siargao , es un aeropuerto que sirve el área general de la isla de Siargao, situada en la provincia de Surigao del Norte en Filipinas. El aeropuerto está situado en el Barangay Sayak en el municipio de Del Carmen, de donde el aeropuerto deriva su nombre.
El aeropuerto está clasificado como principal Clase 2 (nacional y menor) por la Autoridad de Aviación Civil de Filipinas, un organismo del Departamento de Transportes y Comunicaciones que se encarga de las operaciones, no sólo de este aeropuerto, sino también de todos los demás aeropuertos de Filipinas, excepto los principales aeropuertos internacionales.